# Trueno (rapper)
Mateo Palacios Corazzina (Buenos Aires, 25 de março de 2002), conhecido por seu nome artístico Trueno, é um rapper, cantor e compositor argentino.
Começou sua carreira nas batalhas de freestyle aos 14 anos, quando tentou participar nos torneios portenhos "A Cara de Perro Zoo Juniors" e "Rede Bull Regional". Ao ano seguinte, consagrou-se campeão da concorrência "A Cara de Perro Zoo Juniors". Mais tarde participou em vários torneios de freestyle, tanto nacionais como internacionais. 
Em 2017, apoiado pelo selo discográfico Neuen, começou com sua carreira musical ao lançar seu singelo debut «K.I.N.G.», e nesse mesmo ano consagrou-se campeão da concorrência “Cruce de Campeones”. Trueno tomou muita relevância ao gravar a «BZRP Freestyle Sessions, Vol. 6» e a «BZRP Music Sessions, Vol. 16», e depois de ganhar os torneios Freestyle Master Séries de Argentina e a edição argentina da Batalla de Gallos de Red Bull. Depois de seu sucesso, anunciou seu retiro das batalhas de freestyle e centrou-se principalmente em sua carreira musical. 
Em 2020 lançou seu álbum debut de estudo Atrevido, sob o selo discográfico Neuen e distribuído por Sony Music Latin. Em 2022 lançou seu segundo álbum de estudo titulado Bien o mal sob seu selo Sur Capital Records. Em 2024 publicou seu terceiro álbum de estudo El último Baile, que tem 13 canções.

## Biografia
Mateo Palácios Corazzina nasceu em 25 de março de 2002 no bairro de La Boca, pertencente à Cidade Autônoma de Buenos Aires. É filho de Juliana Corazzina e Pedro Palácios, um rapper uruguaio conhecido por seu nome artístico MC Perigo —antigo membro do grupo Diferentes Actitudes Juveniles e atual líder do coletivo artístico Sur Capital Clika—. Seu avô paterno, Yamandú Palácios, também foi um destacado músico e violonista do género folklore, tendo chegado a tocar junto a artistas como Alfredo Zitarrosa, Joaquín Sabina ou Joan Manuel Serrat. Como manifestou em várias entrevistas a música de seu pai foi sua maior influência musical. Desde os três anos e graças ao apoio que seu pai lhe proporcionou, começou a realizar beatbox, ao mesmo tempo que se interessou pelo break dance. Pedro Palácios, numa entrevista com o jornal Clarín, comentou que lhe prestou um microfone a Mateo quando tinha quatro anos, com o fim de que provasse o som: «Fez-me os coros de um tema contra o paco. Sabia-se toda a letra». Apesar de estar fortemente influenciado pela música hip hop, não se apaixonou do género até seus cinco anos, quando viu o filme 8 Mile —de 2003; dirigida pelo cineasta estadounidense Curtis Hanson—, que levou a que seu pai o levasse a uma batalha de galos, onde conheceu o freestyle. Segundo comentou Trovão ao meio Urban Roosters, começou a rapear quando tinha sete anos de idade e contou com o apoio de seus professores, quem «entendiam o que fazia». Simultaneamente que praticava com a música, decidiu abrir a seus doze anos, um canal de YouTube chamado Mateo Palácios onde subia principalmente videoblogs com temáticas humorísticas.Teve de casal a outra artista argentina conhecida apodada Nicki Nicole.

## Discografia
| Álbuns - 2020: Atrevido - 2022: Bien o mal - 2024: El último baile | Álbuns ao vivo - 2021: Atrevido en vivo |